# The Mindbenders

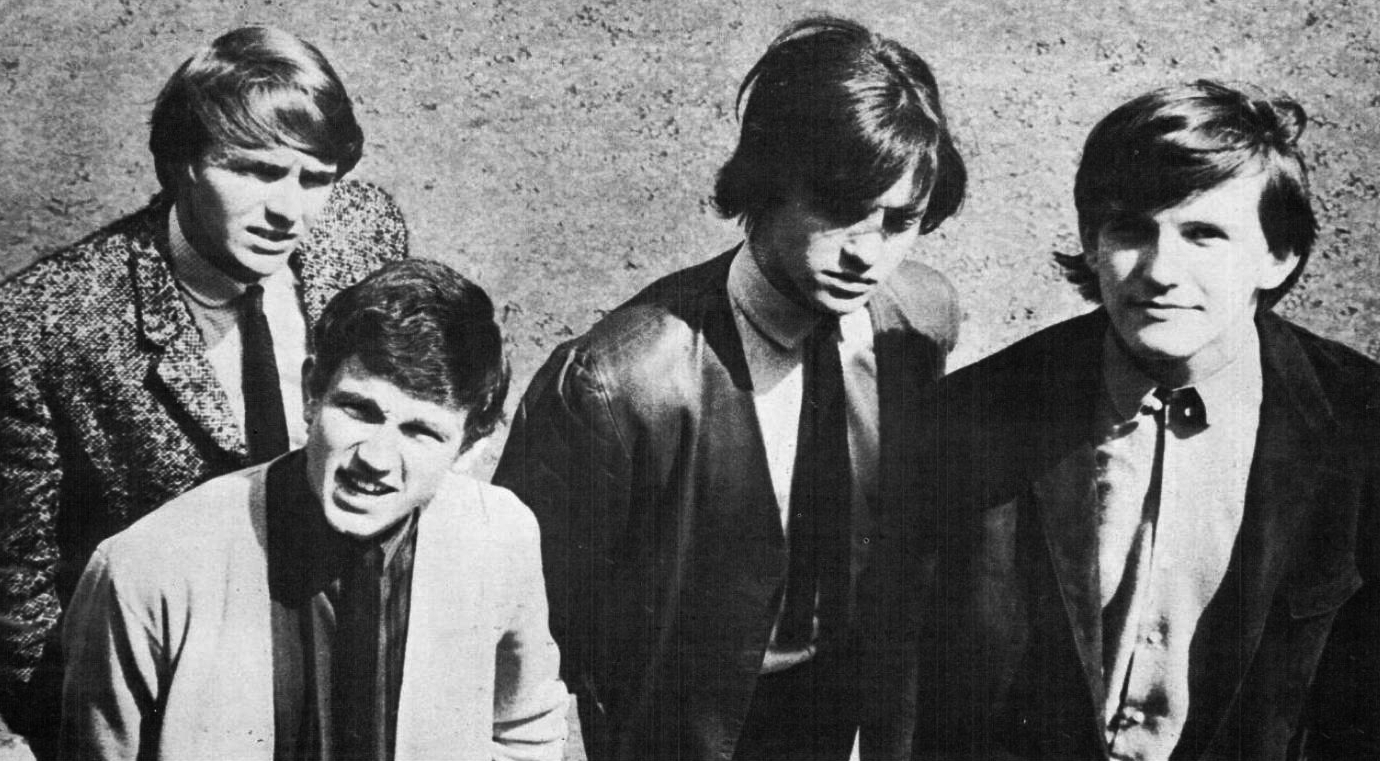
The Mindbenders 1965.

The Mindbenders, alternativt Wayne Fontana and the Mindbenders, var en popgrupp från Manchester som bildades 1963. The Mindbenders sammansattes av sångaren Wayne Fontana och fick som en av grupperna inom brittiska vågen skivframgångar i både Europa och USA under 1960-talets mitt.
Gruppen bestod vid bildandet av Wayne Fontana (sång), Eric Stewart (gitarr, sång), Bob Lang (bas) och Ric Rothwell (trummor). De fick skivkontrakt hos Fontana Records, och sin första singelframgång med "Um Um Um Um Um Um" 1964. Året därpå fick de en av sina största hitsinglar med "The Game of Love" som toppade Billboard Hot 100-listan i USA och blev tvåa i Storbritannien. Senare samma år lämnade Fontana gruppen för att spela in musik solo, och Eric Stewart tog över som sångare. Deras första singel utan Fontana blev "A Groovy Kind of Love" och nådde andraplatsen i både USA och Storbritannien 1966. Låten spelades 1988 in av Phil Collins och blev på nytt en stor hit.
Efterföljande singlar som "Can't Live With You (Can't Live Without You)" och "Ashes to Ashes" blev mindre framgångar, men senare singlar uppmärksammades inte. Bob Lang slutade 1968 och ersattes av Graham Gouldman. Redan samma år splittrades gruppen, men Stewart och Gouldman fortsatte samarbeta och blev senare medlemmar i den mycket framgångsrika popgruppen 10cc.